# Edoardo Weber
Edoardo Weber (también escrito en ocasiones como Eduardo Weber) (Turín, 29 de noviembre de 1889 – alrededores de Bolonia, 17 de mayo de 1945) fue un inventor e industrial italiano. Fundó la compañía Weber, especializada en la fabricación de carburadores.

## Biografía y carrera profesional
Edoardo Weber nació en 1889. Su padre, de origen suizo, procedía de una familia de artesanos mecánicos, y su madre era originaria del Piamonte. A los doce años construyó un pequeño motor de vapor con un generador capaz de encender una bombilla. En 1904 se diplomó en el Instituto Profesional de Turín gracias a una beca.
Se empleó en la Fiat en 1907 como operario ajustador y tornero; después pasó a ser delineante especializado en mecánica; y en 1912 fue promovido a inspector de motores de combustión interna. Un año después pasó a ser capataz de la empresa filial de la Fiat en Bolonia. Poco después de la Primera Guerra Mundial, desempeñó el mismo cargo en Ferrara.
Gracias a la experiencia adquirida intuyó que el escaso rendimiento de los motores de la época era debido a la inadecuada alimentación de los mismos. En 1923, retornó de nuevo a Bolonia, donde fundó la Fábrica Italiana de Carburadores Weber junto con el ingeniero Lancelloti y los hermanos Donini. El primer carburador que la fábrica puso a punto fue para el camión 18BL-15TER, pero a pesar de los buenos resultados obtenidos, la asociación debió disolverse y Weber quedó como el único titular de la compañía.
Al poco tiempo perfeccionó el «Econo-Super-Alimentatore», un dispositivo ideado para los Fiat 501 y 505 que permitía obtener la máxima potencia del motor con un bajísimo empleo de carburante: el éxito del dispositivo fue enorme, e incluso los taxistas de Bolonia, normalmente desconfiados y hoscos, lo aplicaron en sus 505. A continuación Weber comenzó a experimentar la sobrealimentación con turbocompresión sobre el Fiat 501 tipo Sport, e ideó el primer carburador de doble cuerpo diferenciado, rápidamente aplicado a los modelos 502 y 503 de Fiat.
En el bienio 1926-27 el nuevo carburador se convierte en una pieza muy demandada y entre 1927 y 1930 se instaló sobre el Maserati de competición con el que Mario Umberto Borzacchini obtuvo una serie de récords mundiales de velocidad. Desde este momento también Alfa Romeo, cuyo equipo de competición dirigía Enzo Ferrari, comenzó a utilizar los carburadores de Weber. En este periodo puso a punto otras innovaciones: el estárter para el arranque en frío; el carburador invertido con aspiración de arriba hacia abajo; carburadores para gas metano destinados a turismos y camiones; y sistemas de alimentación a gasóleo.
El 25 de octubre de 1937 fue nombrado Caballero de la Corona de Italia. Ese mismo año Fiat decidió montar los carburadores Weber sobre sus automóviles de serie y finalmente en los años treinta entró en sociedad con Weber, quien a pesar de las solicitudes de llevar la producción a Turín, el 21 de abril de 1940 inauguró una nueva gran planta industrial en Bolonia que dio trabajo a alrededor de 400 personas, y donde se inició la producción en serie de los carburadores para el Fiat 500 "Topolino". El 6 de mayo de 1943 se le nombró Caballero del Trabajo, pero ese mismo año se militarizó la producción debido a la Segunda Guerra Mundial, y hubo que trasladar la sede de la fábrica de Bolonia para permitir utilizar su espacio como aparcamiento de los vehículos del ejército alemán.
En 1945, recién finalizada la guerra, la fábrica se estaba preparando para reiniciar la producción, cuando el 17 de mayo, Edoardo Weber fue requerido por tres partisanos para que fuera con ellos; desde aquel día, Weber desapareció sin dejar rastro.

## Cementerio Monumental de la Certosa de Bolonia
Entre 1954 y 1957, por petición de su esposa, en el Cementerio Monumental de la Certosa de Bolonia el escultor Venanzio Baccilieri realizó un monumento fúnebre que recuerda a Edoardo Weber. En un epígrafe que figura en la parte posterior del sarcófago se alude a su desaparición: "No temáis a los que matan el cuerpo, porque no pueden matar el alma. San Mateo, X. 28"

## Honores
- Cavaliere della Corona d'Italia (25 de octubre de 1937)
- Cavaliere del lavoro (6 de mayo de 1943)